# كارنفال فانتازم
كارنفال فانتازم (باليابانية: カーニバル・ファンタズム، بالروماجي: Kānibaru Fantazumu) هي سلسلة مانغا يابانية مقتبسة من تيبي- مون [الإنجليزية] من تأليف إيري تاكيناشي، نشرت من قبل إيتشيجينشا [الإنجليزية] منذ 25 يونيو عام 2004 حتى 24 سبتمبر عام 2005، وتكونت من مجلدين. أنتجت إلى أوفا من إخراج سيجي كيشي ومن إنتاج استوديو ليرتشي، عرضت منذ 12 اغسطس عام 2011 واستمر عرضها حتى 7 يوليو عام 2012، وتكونت من 16.

## القصة
تدور أحداث القصة عن كرنفال يحدث مرة كل عشر سنوات. خلال لحظة الكرنفال هذه، تلتقي العديد من شخصيات أعمال تيبي- مون، مثل فيت/ستاي نايت و تسوكيهيمي. أنيربي هو مقهى يظهر مؤقتًا بين عوالم متوازية.

## الشخصيات

### شخصيات "فيت/ستاي نايت" و "فيت/هلوين أتاراكسيا"
شيرو إيميا (باليابانية: 衛宮 士郎، بالروماجي: Emiya Shirō)
أداء صوتي: نورياكي سوغياما
سيبر (باليابانية: セイバー، بالروماجي: Seibā)
أداء صوتي: أياكو كاواسومي
رين توساكا (باليابانية: 遠坂 凛، بالروماجي: Tōsaka Rin)
أداء صوتي: كانا أويدا
ساكورا ماتو (باليابانية: 間桐 桜، بالروماجي: Matō Sakura)
أداء صوتي: نوريكو شيتايا
إلياسفيل فون إينزبيرن (باليابانية: イリヤスフィール・フォン・アインツベルン، بالروماجي: Iriyasufīru fon Aintsuberun)
أداء صوتي: ماي كادواكي
لانسير (باليابانية: ランサー، بالروماجي: Ransā)
أداء صوتي: نوبوتوشي كانا
كاستير (باليابانية: キャスター، بالروماجي: Kyasutā)
أداء صوتي: أتسوكو تاناكا
بيرسيركر (باليابانية: バーサーカー، بالروماجي: Bāsākā)
أداء صوتي: تاداهيسا سايزين
أساسين (باليابانية: アサシン، بالروماجي: Asashin)
أداء صوتي: شينيتشيرو ميكي
غلغاميش (باليابانية: ギルガメッシュ، بالروماجي: Girugamesshu)
أداء صوتي: توموكازو سيكي، أيا إندو (أيام الطفولة)

### شخصيات تسوكيهيمي و ميلتي بلاد
شيكي تونو (باليابانية: 遠野 志貴، بالروماجي: Tōno Shiki)
أداء صوتي: كينجي نوجيما
أركويد برونيستود (باليابانية: アルクェイド・ブリュンスタッド، بالروماجي: Arukweido Buryunsutaddo)
أداء صوتي: ريوكا يوزوكي
سيل (باليابانية: シエル، بالروماجي: Shieru)
أداء صوتي: كومي سكوما
أكيها تونو (باليابانية: 遠野 秋葉، بالروماجي: Tōno Akiha)
أداء صوتي: هيتومي
هيسوي (باليابانية: 翡翠، بالروماجي: Hisui)
أداء صوتي: ميو ماتسوكي
كوهاكو (باليابانية: 琥珀، بالروماجي: Kohaku)
أداء صوتي: ناوكو تاكانو
ساتسوكي يوميزوكا (باليابانية: 弓塚 さつき، بالروماجي: Yumizuka Satsuki)
أداء صوتي: أومي مينامي

### مقهى أنيربي
نيكو آرك (باليابانية: ネコアルク، بالروماجي: neko aruku)
أداء صوتي: ريوكا يوزوكي
نيكو آرك شاوس (باليابانية: ネコアルク・カオス، بالروماجي: neko aruku・kaosu)
أداء صوتي: جوجي ناكاتا
نيكو آرك ديستني (باليابانية: ネコアルク・ディスティニー، بالروماجي: neko aruku・disutini)
أداء صوتي: أتسوكو تاناكا
نيكو آرك بابلز (باليابانية: ネコアルク・バブルス، بالروماجي: neko aruku・baburusu)
أداء صوتي: كومي سكوما
نيكو آرك إيفوليشن (باليابانية: ネコアルク・エボリューション)
أداء صوتي: كينجي نوجيما

### شخصيات أخرى
غريل - كون (باليابانية: 聖杯くん، بالروماجي: Seihai-kun)
أداء صوتي: نوريكو شيتايا
ريد سيبر (باليابانية: 赤セイバー، بالروماجي: Aka Seibā)
أداء صوتي: ساكورا تانغي

## وصلات خارجية
- كارنفال فانتازم على موقع تيبي- مون [الإنجليزية] باللغة اليابانية